# Bildnis des Malers Lovis Corinth
Das Bildnis des Malers Lovis Corinth ist ein Gemälde des deutschen Malers Max Liebermann von 1899. Abgebildet ist der Maler Lovis Corinth als Halbporträt. Das Bild befindet sich derzeit im Besitz der Sammlung Deutsche Bank AG in Frankfurt am Main; im Werkverzeichnis von Matthias Eberle ist es als 1899/2 verzeichnet.

## Bildbeschreibung
Bei dem Bild handelt es sich um ein Bruststück des sitzenden Malers Lovis Corinth. Der Körper und der Kopf werden im Profil gezeigt und der Kopf ist leicht gedreht, wodurch er den Betrachter über die linke Schulter blickend anschaut. Nach Achenbach & Eberle 1980 malte Liebermann seine Modelle in der Regel frontal, das Seitenporträt stellt insofern eine Ausnahme dar.

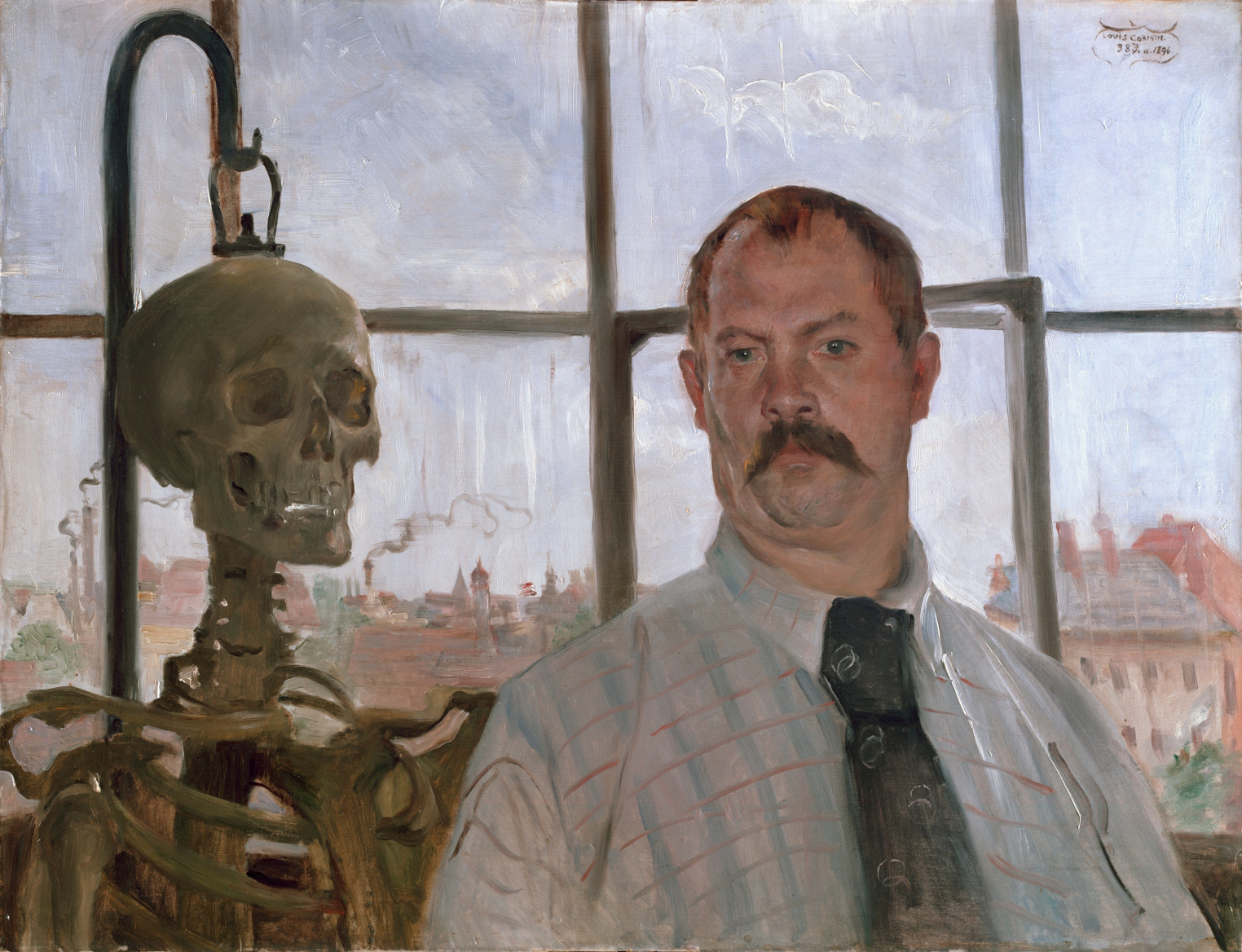
Lovis Corinth: Selbstporträt mit Skelett, 1897

Corinth sitzt in einem Stuhl, „den er mehr als ausfüllt“, den linken Arm auf die Lehne aufgelegt. Er trägt eine graue Jacke und darunter ein Hemd mit weißem Kragen und eine dunkle Krawatte. Der Körper ist nur angedeutet, das Bild konzentriert sich entsprechend auf das Gesicht mit dem auffälligen Schnurrbart und den Schultern des Dargestellten.
Im Vergleich zu den Selbstdarstellungen Corinths wird dieser von Liebermann nicht als der „urige Kraftmensch“ porträtiert, sondern eher als jemand, „der einer direkten Konfrontation mit dem Gegenüber ausweicht.“ Achenbach & Eberle 1980 beschreiben weiter: „Der gewaltige Körper dient ihm hier eher als Schutzschild, hinter dem er sich versteckt, denn als Instrument seiner Vitalität.“
Der Hintergrund ist wie bei den meisten Porträtbildern Liebermanns neutral gehalten und changierend grau. Das Bild ist in der rechten oberen Ecke mit dem Namen M. Liebermann signiert.

## Hintergrund und Entstehung

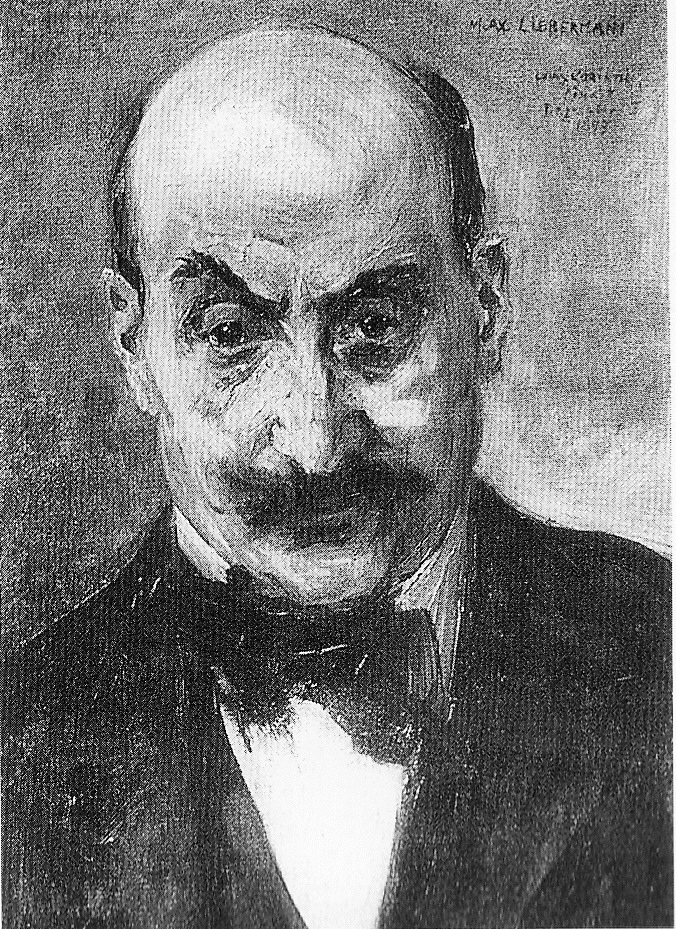
Lovis Corinth: Bildnis Max Liebermann, 1899

Das Bild entstand 1899, als Lovis Corinth zum Besuch der ersten Ausstellung der Berliner Secession in Berlin war und dem Maler Liebermann einen Besuch abstattete. Bei diesem Besuch porträtierten sich beide Künstler gegenseitig. Nach dem Tod Corinths schrieb Liebermann dessen Witwe Charlotte Berend-Corinth in einem Brief:

„Ihr verstorbener Gatte hat mich in meinem Atelier gemalt und darauf am selben Tage ich ihn, natürlich zur gegenseitigen höchsten Unzufriedenheit. Trübner, der ein sehr gescheiter Kerl war, sagte mal: ‚Es gibt keinen sichereren Grund sich mit jemandem zu verzanken, als ihn zu malen.‘ Und wenn's gar zwei Maler sind.“

Corinth hatte in seiner damaligen Heimat München Probleme, Fuß zu fassen. Insbesondere aufgrund der Ausstellung des in München umstrittenen Bildes Salomé in der Berliner Secession 1900 kam er 1902 auf Bitten von Walter Leistikow und Paul Cassirer endgültig nach Berlin. Auch Ernst Oppler und Max Slevogt gingen aufgrund der Offenheit nach Berlin, letzterer, nachdem die Secession 1899 sein Bild Der verlorene Sohn ausstellte. Mit Ernst Oppler als Motiv porträtierte auch Corinth einen Kollegen.
Liebermann und Corinth zerstritten sich später; nach 1911 übernahm er nach dessen Rücktritt für kurze Zeit den Vorsitz der Secession.

## Belege
1. 1 2 3  Angelika Wesenberg (Hrsg.): Max Liebermann – Jahrhundertwende. Katalog zur gleichnamigen Ausstellung in der Alten Nationalgalerie vom 20. Juli bis 26. Oktober 1997. Staatliche Museen zu Berlin 1997, ISBN 3-87584-978-7, S. 262–263.
2. 1 2 3  Sigrid Achenbach, Matthias Eberle (Hrsg.): Max Liebermann. Katalog zur Ausstellung der Nationalgalerie Berlin vom 6. September bis 4. November 1980. Nationalgalerie 1980, ISBN 3-7913-0489-5, S. 284–285.
3. ↑  Porträt Max Liebermann. In: Charlotte Berend-Corinth: Lovis Corinth: Die Gemälde. Neu bearbeitet von Béatrice Hernad. Bruckmann Verlag, München 1992, BC 180, ISBN 3-7654-2566-4, S. 80–81.
4. ↑  Robert Fleck (Hrsg.): Max Liebermann – Wegbereiter der Moderne. Katalog zur gleichnamigen Ausstellung in der Kunst- und Ausstellungshalle der Bundesrepublik Deutschland in Bonn vom 21. April bis 11. September 2011 und in der Hamburger Kunsthalle vom 30. September 2011 bis 19. Februar 2012. DuMont, Köln 2011, ISBN 978-3-8321-9350-8, S. 52.